# Krzysztof Celestyn Mrongovius

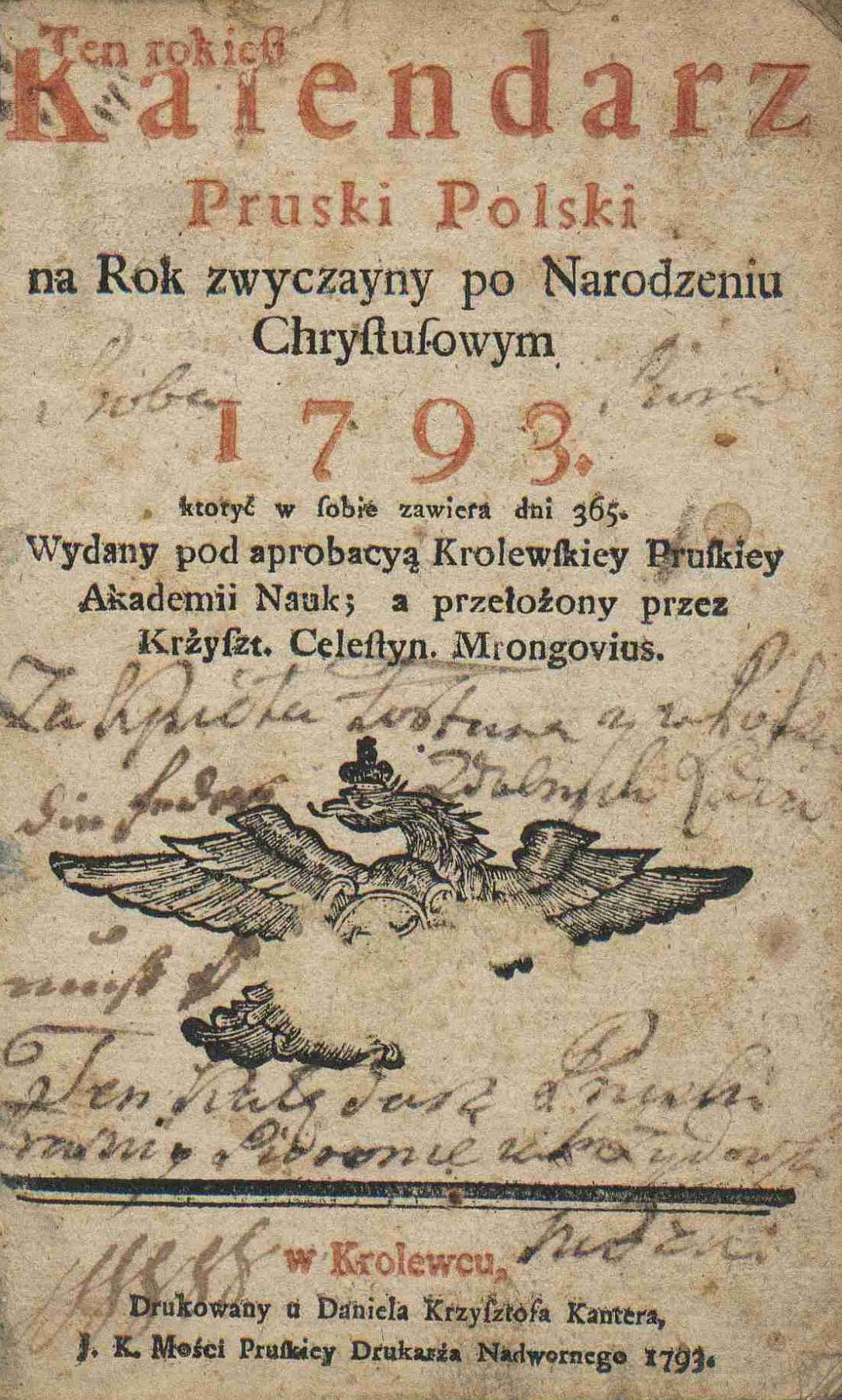
Kalendarz Pruski - Polski (Calendar prusaco-polonez), publicat în Königsberg 1793.

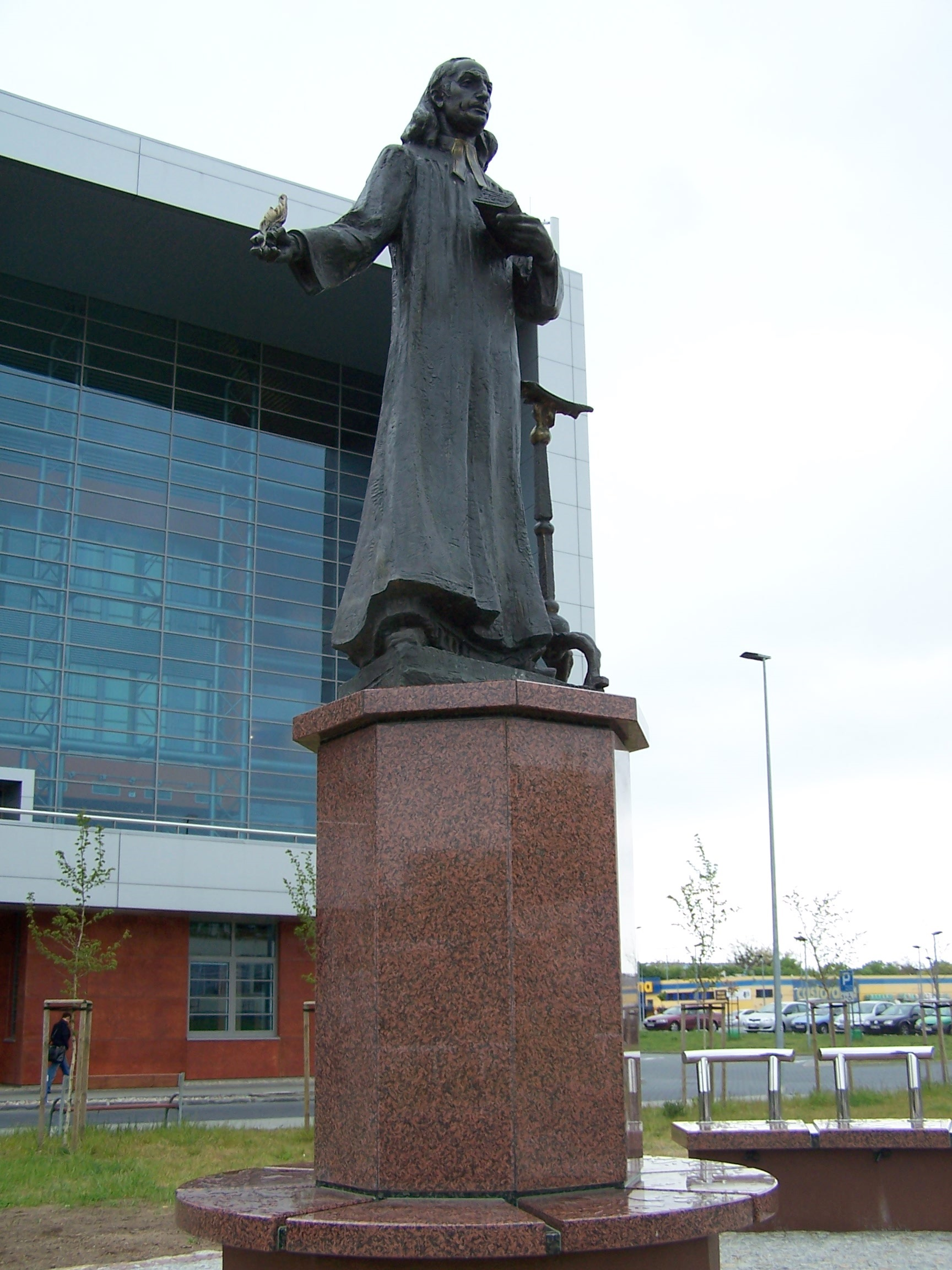
Monumentul Christoph Coelestin Mrongovius sculptura de Giennadij Jerszow în Gdańsk

Krzysztof Celestyn Mrongovius (în germană Christoph Cölestin Mrongovius; în poloneză  Krzysztof Celestyn Mrongowiusz) (19 iulie 1764 – 3 iunie 1855) a fost un pastor protestant, scriitor, filozof, distins lingvist și traducător. Mrongovius a fost un cunoscut apărător al limbii poloneze în Warmia și Mazury.

## Biografie
Mrongovius, fiul lui Bartholomeus, s-a născut în Hohenstein (Olsztynek) în Regatul Prusiei (în prezent în Polonia). Mrongovius a urmat școala din Saalfeld (Zalewo), și apoi a studiat la școala catedralei din Königsberg. El a fost înscris pe 21 martie 1782 la Universitatea din Königsberg. În timpul semestrului al doilea, a participat la prelegerile de metafizică ale lui Immanuel Kant, urmate de teologie, logică, antropologie și filozofie morală și fizică.
Din 1790-1796 Mrongovius a predat poloneză și greacă la Colegiul Fridericianum. În 1796 s-a căsătorit cu Wilhelmina Luise Paarmann. Până în 1798 a fost, de asemenea, editor de limbă poloneză la mai multe edituri din Prusia. În 1798 a devenit pastor la Biserica Sfânta Ana din Gdańsk, unde a predat poloneza în anii 1812-17. Pe lângă poloneză, greacă și cașubă, a predat în cehă și rusă. A murit la vârsta de 91 de ani, la 3 iunie 1855, în Gdańsk.
În onoarea lui Mrongovius, numele fostului oraș din Prusia de Est Sensburg (Żądzbork în poloneză) a fost schimbat în 1947 în Mrągowo de către noua administrație poloneză.

## Lucrări
Mrongovius a fost cunoscut pentru conservarea patrimoniului cultural polonez  și predarea limbii în Gdańsk (Danzig) pentru oamenii din teritoriile afectate de împărțirea Uniunii statale polono-lituaniene. De asemenea, a fost un pionier în cercetarea culturii cașubiene și a colectat mai multe artefacte slave din Mazuria. A tradus în limba poloneză lucrări, cum ar fi Anabasis. Mrongovius a fost membru corespondent al Societății Prietenii Științei din Varșovia (din 1823) (aprobat prin aclamare), al Gesellschaft für Pommersche Geschichte und Altertumskunde în Szczecin (din 1827) și membru-corespondent al Societății Științifice din Cracovia (Towarzystwo Naukowe Krakowskie) (din 1833). A primit o medalie și calitatea de membru al Societății Istorico-Literare din Paris (1852), precum și Ordinul Vulturul Roșu al Prusiei, clasa a IV-a (1843). În lucrările sale el a fost susținut de Prințul Adam Kazimierz Czartoryski, și a corespondat cu oamenii de știință, cum ar fi Stanisław Staszic, Tadeusz Czacki, Alojzy Feliński, Andrzej Horodyski, Stanisław Kostka Potocki, și Samuel Bogumił Linde.
Mrongovius s-a remarcat ca autor a șapte seturi de note despre prelegerile lui Immanuel Kant despre antropologie, metafizică, teologie, fizică, logică și două despre filozofia morală. Mrongovius a fost autorul unor cărți și a unuia dintre primele dicționare polonezo-germane. Vasta sa colecție de cărți, în număr de peste 1000, inclusiv multe manuscrise rare, este acum păstrată în librăria Academiei de Științe a Poloniei din Gdańsk (Danzig).

### Dicționare polonezo–germane detaliate

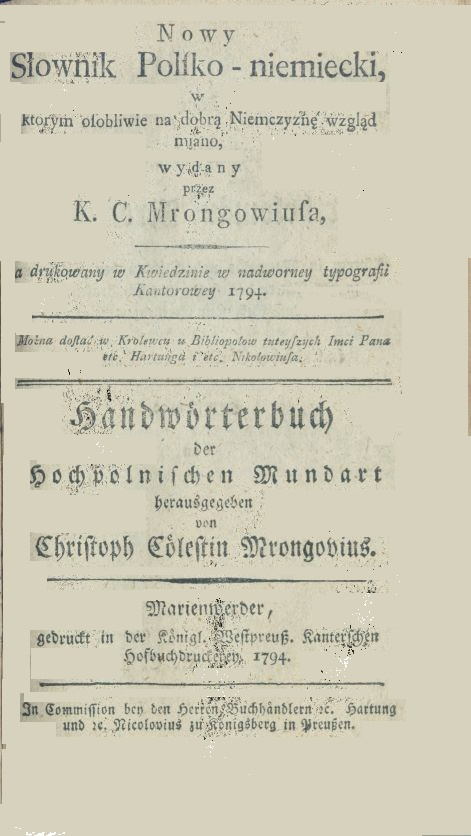
Pagina de titlu a dicționarului polonezo-german a lui Mrongovius în poloneză și germană.

- 1794 Marienwerder Königl. Westpreuß. Kanterschen Hofbuchdruckerey. Christoph Coelestin Mrongovius Handwörterbuch der Hochpolnischen Mundart — Nowy Slownik Polsko-niemiecki.
- 1835 Königsberg în Preussen: Gebrüder Bornträger, Ausführliches polnisch-deutsches Wörterbuch — kritisch bearbeitet von Christoph Cölestin Mrongovius